# Karwinskia caloneura
Karwinskia caloneura är en brakvedsväxtart som beskrevs av Ignatz Urban. Karwinskia caloneura ingår i släktet Karwinskia och familjen brakvedsväxter. Inga underarter finns listade i Catalogue of Life.